# 2737 Котка
2737 Котка (2737 Kotka) — астероїд головного поясу, відкритий 22 лютого 1938 року.
Тіссеранів параметр щодо Юпітера — 3,303.